# NGC 5576
NGC 5576 é uma galáxia elíptica (E3) localizada na direcção da constelação de Virgo. Possui uma declinação de +03° 16' 17" e uma ascensão recta de 14 horas, 21 minutos e 03,7 segundos.
A galáxia NGC 5576 foi descoberta em 30 de Abril de 1786 por William Herschel.